# Bernhard Ehlen

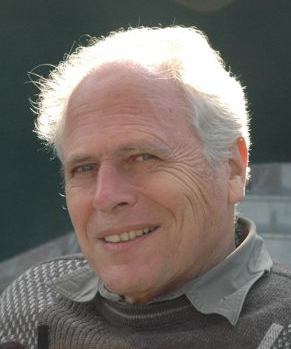
Bernhard Ehlen SJ (2007)

Bernhard Ehlen SJ (* 5. März 1939 in Berlin) ist ein deutscher Jesuit und Gründer der „Ärzte für die Dritte Welt“ (heute German Doctors). Wegen teilweise zugegebenen sexuellen Missbrauchs an Kindern und Schutzbefohlenen war er von 2010 bis zum Abschluss seines Strafprozesses im Juni 2015 als Priester suspendiert.

## Leben
Im Jahr 1958 trat Ehlen in den Jesuitenorden ein. Nach dem Abitur am Canisius-Kolleg Berlin studierte er Philosophie, Theologie und Pädagogik. Nach der Priesterweihe 1968 war er von 1970 bis 1971 Religionslehrer am Canisius-Kolleg. Danach war er bis 1975 Jugendseelsorger in Hannover sowie Religionslehrer an den Gymnasien Bismarckschule und Tellkampfschule sowie bis 1981 Lehrer und tätig in der Jugendarbeit in Berlin. Von 1982 bis 1983 war er Lehrer und Jugendseelsorger an der Sankt-Ansgar-Schule in Hamburg. 
Im Jahr 1981 schloss er sich zudem dem Komitee Cap Anamur an und arbeitete als Projektkoordinator in Flüchtlingslagern in Somalia. Aus diesen Erfahrungen entstand seine Idee zu der Hilfsorganisation „Ärzte für die Dritte Welt“, die er 1983 gründete. Er war bis 2006 in deren Geschäftsführung tätig. Für diese Aufgabe stellte ihn sein Orden im Sinne der Option für die Armen frei. Von 1986 bis 2010 (Rücktritt) war er Mitglied im vierköpfigen Vorstand der „Ärzte für die Dritte Welt“.
Er wohnte von 1984 bis 2010 im Ignatiushaus in Frankfurt am Main und lebt heute im Caritas-Altenzentrum der Jesuiten in Köln-Mülheim.

## Missbrauchsvorwürfe und Suspendierung
Nachdem sich ein Missbrauchsopfer Ehlens aus der Zeit seiner Jugendarbeit in Hannover und unter der Bedingung der vertraulichen Behandlung der Informationen 2005 an den Orden gewandt und dieser wiederum ein Vorstandsmitglied der Hilfsorganisation informiert hatte, trat Ehlen im Sommer 2006 als Geschäftsführer der „Ärzte für die Dritte Welt“ zurück, blieb aber weiter im Vorstand. Das informierte Vorstandsmitglied behielt den Vorgang für sich. Ab 2007 kümmerte sich Ehlen um Partnerprojekte und bot für die ärztlichen Mitarbeiter Gesprächskreise zu philosophisch-theologischen Themen an. Erst im Zuge von Missbrauchsvorwürfen gegen zwei andere Jesuiten, die wie Ehlen unter anderem am Canisius-Kolleg in Berlin unterrichtet hatten, wurden die Vorwürfe gegen ihn im Januar 2010 öffentlich bekannt. Dem Provinzial der deutschen Provinz des Jesuitenordens, Stefan Dartmann, zufolge habe Ehlen sich in einem verjährten Fall für schuldig bekannt und selbst bei der Polizei angezeigt; aufgrund der Verjährung stellte die Staatsanwaltschaft den Vorgang ein. Ehlen wird jedoch im öffentlichen Bericht des Jesuitenordens zu den Missbrauchsfällen aus dem Jahr 2010 als Täter genannt. Er wurde zugleich vom priesterlichen Dienst suspendiert. Am 2. Februar 2010 trat er als Vorstand der „Ärzte für die Dritte Welt“ zurück und ist dort kein Mitglied mehr.

## Auszeichnungen und Degradierungen
- 1993 erhielt Bernhard Ehlen das Ehrendoktorat der Xavier University des Jesuitenordens in Cagayan de Oro auf den Philippinen. Am 4. März 2017 wurde ihm das Ehrendoktorat per Beschluss des Kuratoriums der Universität aberkannt.
- 1999 erhielt er das Ehrendoktorat der Medizinischen Fakultät der Universität Graz. Der Senat der Universität erkannte Ehlen in seiner Sitzung vom 30. Juni 2010 das Ehrendoktorat ab.
- Im Juni 2008 erhielt er das Ehrenzeichen der deutschen Ärzteschaft.  Im April 2010 wurde Ehlen aus der „Liste der Träger des Ehrenzeichens der Deutschen Ärzteschaft“ gestrichen.